# Circonscription de Mojo
Pour les articles homonymes, voir Mojo.
La circonscription de Mojo est une des 177 circonscriptions législatives de l'État fédéré Oromia, elle se situe dans la Zone Est Shoa. Son représentant actuel est Alemayehu Germa Tesema.